# LX Гидры
LX Гидры (лат. LX Hydrae) — тройная звезда в созвездии Гидры на расстоянии приблизительно 453 световых лет (около 139 парсек) от Солнца. Возраст звезды определён как около 520 млн лет*.
Открыта Дональдом Уэйном Курцем в 1990 году**.

## Характеристики
Первый компонент (HD 80316) — белая вращающаяся переменная звезда типа Альфы² Гончих Псов (ACVO) спектрального класса A3SrEu, или A3, или A9IIs, или ApSr(Eu)*. Видимая звёздная величина звезды — от +7,82m до +7,79m. Масса — около 1,8 солнечной, радиус — около 1,545 солнечного, светимость — около 10,965 солнечной. Эффективная температура — около 8081 K.
Второй компонент — красный карлик спектрального класса M. Масса — около 126,35 юпитерианской (0,1206 солнечной). Удалён в среднем на 1,819 а.е..
Третий компонент (HD 80298) — жёлто-белая звезда спектрального класса F0. Видимая звёздная величина звезды — +8,99m. Радиус — около 3,88 солнечного, светимость — около 32,328 солнечной. Эффективная температура — около 7353 K. Удалён на 75 угловых секунд.